# Instandhaltung
Instandhaltung bezeichnet die Abfolge von Tätigkeiten, ein bestimmtes, meist technisches Objekt oder Anlage, im Hinblick auf Funktionsfähigkeit, Leistungsfähigkeit und Dauerhaftigkeit zu erhalten. Instandhaltung vollzieht sich auf den Ebenen Wartung, Inspektion, Instandsetzung und Verbesserung.
Im englischsprachigen Raum bedeutet maintenance sowohl Instandhaltung als auch Wartung, weshalb sich zur Differenzierung maintenance, repair and overhaul, kurz MRO  international als Oberbegriff im Bereich der Instandhaltung etabliert hat und dabei auch inspection subsumiert. Instandhaltung erfolgt in so unterschiedlichen Bereichen, dass Definitionen für diese unterschiedlichen Anforderungen Gültigkeit haben müssen, Aus diesem Grund wird die mit dem Begriff der Instandhaltung verbundene Methodik in Normen geregelt. Zur Methodik gehört insbesondere, dass die technische Instandhaltung administrativ begleitet werden muss.

## Normung
Der Prozess der Instandhaltung wird über die Normen EN 13306 und DIN 31051 geregelt; bei beiden Normen handelt es sich um Grundlagennormen mit Definitionen zu Begriffen, Tätigkeiten und Abfolgen. Instandhaltung ist einheitlich die Kombination aller technischen und administrativen Maßnahmen, sowie Maßnahmen des Managements während des Lebenszyklus eines Objekts, die dem Erhalt oder der Wiederherstellung ihres funktionsfähigen Zustands dient, so dass es die geforderte Funktion erfüllen kann. Ein Objekt ist ein Teil, Bauelement, Gerät, Teilsystem, Funktionseinheit, Betriebsmittel oder System, das/die für sich allein beschrieben und betrachtet werden kann. Verkehrsmittel wie Bahnen oder Flugzeuge wären ebenfalls Objekte. Der Begriff der Anlage wird als Objekt, das einen potenziellen oder tatsächlichen Wert für eine Organisation darstellt, definiert. Beispiele für Anlagen sind Ingenieurbauwerke (Gebäude, Brücken), Bauelemente, Maschinen, Fertigungsanlagen, Infrastrukturen usw.
Die Definition von Instandhaltung in zwei unterschiedlichen Normen ist darin begründet, dass die harmonisierte Festlegung auf die europäische Norm noch nicht abgeschlossen ist. Die EU-Verordnung Nr. 1025/2012 zur europäischen Normung, macht Vorschriften für die Zusammenarbeit zwischen europäischen und nationalen Normungsorganisationen für die Erarbeitung von europäischen Normen. Das Hauptziel von europäischen Normen ist die harmonisierte Festlegung auf technische oder die Qualität betreffende Spezifikationen in der europäischen Union. Definitionen in europäischen Normen sind europaweit verbindlich, deswegen dürfen anderslautende Definitionen außerhalb einer harmonisierten europäischen Norm nicht als gleichwertig angesehen werden.
In der EN 13306 hat das zuständige Europäische Komitee für Normung (CEN) eine Vereinheitlichung der Definition der Grundbegriffe für alle Arten der Instandhaltung und des Instandhaltungsmanagements – unabhängig von der Art des betrachteten Objekts – vorgenommen und die Grundbegriffe, einschließlich ihrer Definitionen, in Form eines Instandhaltungswörterbuchs festgeschrieben. Die Instandhaltung ausschließlich von Software ist von dieser Norm ausgenommen. Die nationale Norm DIN 31051 wurde im Jahr 2019 letztmals fortgeschrieben und muss bei der nächsten Überprüfung zurückgezogen und in Deutschland durch die DIN EN 13306 als nationale Übernahme ersetzt werden. Während ältere technische Normen und Regelwerke unter Instandhaltung vornehmlich technische Maßnahmen beschreiben, um die Funktionssicherheit eines Objekts dauerhaft zu erhalten, hat sich der Anspruch an die Instandhaltung dahingehend verändert, dass sich Instandhaltung eben nicht nur auf technische Maßnahmen allein beschränkt, sondern auch administrative Maßnahmen wie Planung, Handhabung von Dokumentationen, Analyse, Rückmeldung u. v. m. beinhaltet. Instandhaltung ist nicht mehr allein – je nach verwendeter Norm – eine bestimmte Abfolge von Maßnahmen, sondern bildet den Prozess eines auf die jeweilige Situation maßgeschneiderten Instandhaltungsmanagements ab. Unter die Definition fallen sowohl technische als auch organisatorische Tätigkeiten.
Die Europäische Norm EN 13306 legt die Grundbegriffe für die technischen und administrativen Bereiche sowie für das Instandhaltungsmanagement fest. Die DIN 31051 und die EN 13306 unterscheiden sich sowohl in der Struktur als auch in der Verwendung von Begriffen derzeit noch. Während die EN 13306 nach Instandhaltungsarten und Instandhaltungstätigkeiten strukturiert, gliedert die DIN 31051 die Instandhaltung in Grundmaßnahmen, was aber nicht im Widerspruch zu den Anforderungen in der EN 13306 steht. Ferner wird in der DIN 31051 der Begriff des Abnutzungsvorrates definiert, der bisher noch in der Terminologie der EN 13306 fehlt. Nach Implementierung der Inhalte der DIN 31051 in die EN 13306 wird die DIN 31051 zurückgezogen.
Vor dem Hintergrund der Bedeutung der Instandhaltung von Objekten mit besonderer Schutzaufgabe und der Wahrung von Leib und Leben ist es naheliegend, dass sich hinter der Instandhaltung und insbesondere hinter dem Inspektionsbegriff auch eine hohe Verantwortung der handelnden Akteure verbirgt. Dies ist auch in der Fortschreibung der DIN 31051 zu erkennen. Der Unterschied in der Terminologie der Begriffe zwischen den Ausgabejahren 1985, 2003, 2012 und 2019 liegt zum Teil darin begründet, dass die den Begriffen hinterlegten Maßnahmen Teil eines Instandhaltungsmanagements geworden sind. Die früher benannten Maßnahmen sind in der neuesten Version der DIN 31051 nicht entfallen, sondern im Prozess individuell zu organisieren. Sie werden Teil der administrativen Maßnahmen und des Managements. Eine isolierte Verwendung der Definitionen – ohne den dahinterliegenden Prozess zu beachten – wäre daher falsch. Als Beispiel der Begriff Inspektion: Während es in früheren Definitionen Maßnahmen zur Feststellung und Beurteilung des Ist-Zustandes einer Einheit, einschließlich der Bestimmung der Ursachen der Abnutzung und dem Ableiten der notwendigen Konsequenzen für eine künftige Nutzung waren, heißt es in der aktuellen Fassung DIN 31051:2019-06: Prüfung auf Konformität der maßgeblichen Merkmale eines Objekts, durch Messung, Beobachtung oder Funktionsprüfung. In den Anmerkungen werden die möglichen Maßnahmen beschrieben, diese können die Feststellung des Ist-Zustandes, die Analyse des Inspektionsergebnisses einschließlich Beurteilung beinhalten, sie sind aber Teil des Managements. Es ist z. B. individuell zu regeln, wer beurteilt und die erforderlichen Konsequenzen ableitet. Eine Inspektion ist den allermeisten Fällen erst dann abgeschlossen, wenn diese auch beurteilt ist und eventuell erforderliche Konsequenzen eingeleitet werden. Die Norm schreibt aber nicht vor, wer beurteilt und die Konsequenzen veranlasst, sondern weist lediglich darauf hin, dass die Beurteilung und erforderliche Konsequenzen Teil des Managements sind und geregelt werden müssen. Aufsichtsbehörden richten ihr Augenmerk in der technischen Überwachung insbesondere darauf, ob eine Beurteilung von Inspektionen vorgenommen wurde und die erforderlichen Konsequenzen durchgeführt und dokumentiert wurden.
Instandhaltung ist besonders dort wichtig, wo das Versagen technischer Systeme Menschenleben unumkehrbar schädigt. In solchen Fällen ist die Überwachung von Instandhaltungsaufgaben meist eine hoheitliche Aufgabe, die in der Verantwortung des Staates liegt, wie beispielsweise in der Luftfahrt, im Eisenbahnwesen und beim Arbeitsschutz. Wegen der daraus resultierenden Kosten werden die damit im Zusammenhang stehenden Sicherheitsvorschriften im globalen Wettbewerb je nach Interessenlage als Standortnachteil oder als Standortvorteil betrachtet. Die Instandhaltung von Flugzeugen, Eisenbahnfahrzeugen, Bahnanlagen und Brücken ist besonders genau geregelt.
Die DIN 31051 gliedert die Instandhaltung in vier Grundmaßnahmen
1. Wartung: alle Maßnahmen zur Verzögerung des Abbaus des vorhandenen Abnutzungsvorrats zur Erhaltung des Instandhaltungsobjektes
2. Inspektion: alle Aktivitäten, die dazu beitragen, den aktuellen Zustand eines Instandhaltungsobjektes zu erfassen und zu beurteilen
3. Instandsetzung: alle Aktivitäten an einem fehlerhaften Objekt zur Wiederherstellung des definierten Soll-Zustandes
4. Verbesserung: alle Aktivitäten zur Steigerung der Zuverlässigkeit und der Schwachstellenbeseitigung, ohne das Objekt in seiner ursprünglichen Funktion zu ändern

Die EN 13306 unterteilt die Instandhaltung in die zwei Kategorien
1. Vorbeugende Instandhaltung: Zu den präventiven Maßnahmen zählen Wartungen und Inspektionen.
2. Korrektive Instandhaltung: Als korrektiv bezeichnet man die Instandsetzung nach Störungen.

## Weitere Begriffe der Instandhaltung
Weitere Begriffe sind (nach DIN 31051:2019-06)
- Abnutzungsvorrat: Vorrat der möglichen Funktionserfüllungen unter festgelegten Bedingungen, der einem Objekt aufgrund der Herstellung, Instandsetzung oder Verbesserung innewohnt
- Funktionsfähigkeit: Fähigkeit eines Objektes zur Funktionserfüllung aufgrund seines Zustands
- Ausfall: Verlust der Fähigkeit eines Objektes, eine geforderte Funktion zu erfüllen
- Schwachstellenbeseitigung: Maßnahmen zur Verbesserung eines Objekts in der Weise, dass das Erreichen einer festgelegten Abnutzungsgrenze mit einer Wahrscheinlichkeit zu erwarten ist, die im Rahmen der geforderten Verfügbarkeit liegt

Nicht in der DIN 31051 und EN 13306 enthaltene Begriffe:
- Betriebssicherheit / betriebssicherer Zustand
- Verkehrssicherheit / verkehrssicherer Zustand

Bei der Instandhaltung von sicherheitsrelevanten und überwachungsbedürftigen Objekten besteht die Verpflichtung zur Erhaltung der Verkehrs- bzw. Betriebssicherheit, die teilweise gesetzlich geregelt ist. Die Verkehrs- und Betriebssicherheit bzw. der verkehrs- und betriebssichere Zustand sind keine Grundbegriffe der DIN 31051 und EN 13306, jedoch im Rahmen der Instandhaltung zu beurteilen.
Begriffe der früheren Fassung der DIN 31051:1985-01, die in der Fortschreibung 2019-06 nicht mehr enthalten sind:
- Schaden: Zustand einer Betrachtungseinheit nach Unterschreiten eines bestimmten (festzulegenden) Grenzwertes des Abnutzungsvorrats, der eine im Hinblick auf die Verwendung unzulässige Beeinträchtigung der Funktionsfähigkeit bedingt
- Störung: Unbeabsichtigte Unterbrechung (oder bereits auch schon Beeinträchtigung) der Funktionserfüllung einer Betrachtungseinheit
- Wartungssicherung: Alle vor der eigentlichen Arbeitstätigkeit ausgeführten Aktivitäten, die Verletzungen von Wartungspersonal oder anderen Personen vermeiden sollen, sowie das Rückgängigmachen dieser Maßnahmen

## Ziele der Instandhaltung

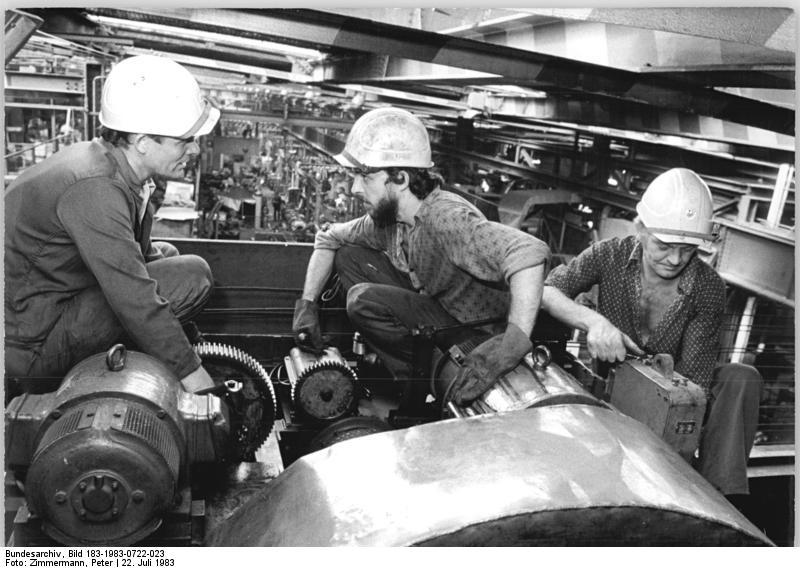
Instandhaltung einer Laufkatze eines 5-Tonnen-Kranes

Instandhaltung kann aufgrund einer mitunter gesetzlich geregelten Instandhaltungspflicht zur Wahrung der (öffentlichen) Sicherheit erforderlich sein oder aber zur Vorbeugung von Systemausfällen betrieben werden. Ziele können sein:
- Produktionsziele – Die zur Erreichung des Produktionsziels erforderliche Verfügbarkeit sichern. Unabhängigkeit durch optimale Mischung von Eigen- und Fremdinstandhaltung.
- Sicherheitsziele – Gefährdungen und gesundheitliche Schäden verhindern. Arbeitssicherheit gewährleisten, Arbeit humanisieren.
- Kostenziele – Instandhaltungsaufwendungen optimieren, Stillstandskosten verringern, Produktionsverluste vermeiden

## Strategien in der Instandhaltung
Weiterhin steht neben dem technischen Aspekt auch die Betrachtung der betrieblichen Kosten, die für den Wartungs- und Instandhaltungsbereich anfallen. Bei einem Maschinenausfall kommen auf einen Betrieb in der Serien- oder Massenfertigung nicht nur die Kosten zu, die durch eventuelle Reparaturarbeiten oder Neuanschaffung defekter Bauteile entstehen, sondern während des Ausfalls kann das Unternehmen die Fertigung an der ausgefallenen Maschine nicht weiter ausführen. Termintreue und Erhaltung der Produktqualität spielen dabei eine wichtige Rolle.
In der heutigen Instandhaltung werden die folgenden Strategien unterschieden:
- Unvorhergesehene Instandsetzung: Reparatur nach Ausfall. Der Ausfall wird in Kauf genommen und Fehler werden nach dem Auftreten behoben. Ein typisches Beispiel ist der Tausch von Lampen nach Defekt.
- Vorbereitete Instandsetzung: Es handelt sich um eine Strategie, bei der Maßnahmen nach Art und Umfang geplant werden, für die der Zeitpunkt jedoch zunächst offen bleibt.
- Geplante Instandhaltung: Es gibt präventive Maßnahmen zur Minimierung des Ausfallrisikos. Dabei wird unterschieden in:
  - vorausbestimmte Instandhaltung: Es werden vorbeugende Maßnahmen (wie Inspektionen und Wartungen) durchgeführt, um gegebenenfalls vor Auftritt eines Fehlers Maßnahmen zu ergreifen. Diese Aktivitäten können zum einen zeitbasiert sein. Es werden jedoch auch Strategien genutzt, die auf anderen Kriterien (wie Laufzeiten, Stückzahlen) basieren. Ein typisches Beispiel ist der Ölwechsel in festen Intervallen oder nach einer bestimmten Laufleistung bei Verbrennungsmotoren von Kraftfahrzeugen.
  - zustandsorientierte Instandhaltung: Es werden die verschleißbezogenen Zustände aufgenommen. Dies erfolgt entweder permanent durch beispielsweise Sensoren (z. B. in Form von Condition-Monitoring) oder Inspektionen durch den Menschen. Dabei werden die entsprechenden Abnutzungsvorräte erfasst und gegen die erforderlichen Abnutzungsvorräte für den sicheren Anlagenbetrieb verglichen. Wenn hierbei ein Mindestwert unterschritten ist erfolgt die Wartungsmaßnahme der jeweiligen Komponente. Beispiel hierfür ist der Ersatz von Autoreifen beim Unterschreiten der vorgeschriebenen Mindestprofiltiefe von 1,6 mm.
  - prädiktive Instandhaltung: Die prospektive Instandhaltungsstrategie setzt bereits in der Planungsphase ein und ermittelt damit vorausschauend – d. h. prädiktiv – den optimalen Zeitpunkt für vorzusehende Instandhaltungsmaßnahmen oder sogar ganze Maßnahmenbündel.

## Instandhaltungsmanagement
Nach EN 13306 umfasst das Instandhaltungsmanagement alle Tätigkeiten des Managements, die die Anforderungen, Ziele, die Strategien und die Verantwortlichkeiten sowie die Durchführung der Instandhaltung bestimmen und sie durch Maßnahmen wie Instandhaltungsplanung, -steuerung und die Verbesserung der Instandhaltungstätigkeiten und deren Wirtschaftlichkeit verwirklichen.
Instandhaltungsmanagement ist das Management der Instandhaltungsprozesse und bezieht sich nicht nur auf die technischen Abläufe der vier Grundmaßnahmen Wartung, Inspektion, Instandsetzung und Verbesserung (Schwachstellenbeseitigung), sondern auch auf die administrativen Tätigkeiten, zu denen die Auftragsplanung, Abwicklung, Durchführung, Auswertung, Beurteilung und Rückmeldung zählt. Das Instandhaltungsmanagement zielt auf einen kontinuierlichen Verbesserungsprozess, einschließlich der Rückverfolgbarkeit der einzelnen Prozessschritte ab. Das Instandhaltungsmanagement vollzieht sich auf strategischer und operativer Ebene. Während das strategische Instandhaltungsmanagement u. a. die Umsetzung von Zielen der Instandhaltung, die Festlegung auf eine Instandhaltungsstrategie betrachtet, umfasst das operative Instandhaltungsmanagement die tatsächliche Steuerung und Durchführung der Instandhaltung, einschließlich ihrer kontinuierlichen Begleitung.
Ein Computerized Maintenance Management System (CMMS) ist eine Software die zur strukturierten Erfassung, Planung, Durchführung und Dokumentation von Wartungs- und Instandhaltungsmaßnahmen dient. CMMS-Systeme ermöglichen die Verwaltung von Anlagen, Arbeitsaufträgen, Ersatzteilen und Instandhaltungsbudgets und unterstützen so die Umsetzung der Instandhaltungsstrategie. Durch die zentrale Verfügbarkeit von Daten verbessern sie Transparenz, Effizienz und Nachvollziehbarkeit im gesamten Instandhaltungsprozess.

### Instandhaltungsplanung
Instandhaltungsplanung ist die systematische Vorbereitung und Festlegung aller Aktionen, die erforderlich sind, um die Funktionsfähigkeit der Produktionsanlagen einer Industrieunternehmung bis zum Ende der wirtschaftlichen Nutzungsdauer vor Beeinträchtigungen zu schützen bzw. bei Verschleiß und Störungen wiederherzustellen (vorbeugende Instandhaltung). Der Instandhaltungsplan gibt an, wann und was für Wartungsarbeiten zu tun sind.

### Kennzahlen
Kennzahlen zur Prozessanalyse und -optimierung können z. B. mittels Balanced Score Card erstellt werden. Eine wichtige Basisgröße ist der Zeitaufwand je Instandhaltungsmaßnahme. Die Betriebszeit zwischen zwei Ausfällen einer Betrachtungseinheit im Betrachtungszeitraum ist Ausdruck der Zuverlässigkeit bzw. der Instandhaltungsqualität und hat wesentlichen Einfluss auf die Kosten. Eine weitere Kenngröße ist z. B. der durchschnittliche Personalbedarf pro Maßnahme.
Des Weiteren soll typischerweise die Verfügbarkeit und die Auslastungsgrad erhöht und die Ausfallrate sowie der Instandhaltungsgrad verringert werden:
{\displaystyle {\text{Auslastungsgrad}}={\frac {\text{tatsächliche Nutzungszeit}}{\text{effektiv zur Verfügung stehende Nutzungszeit}}}}
{\displaystyle {\text{Instandhaltungsgrad}}={\frac {\text{Instandhaltungsgesamtkosten}}{\text{produktive  Betriebszeit}}}}

## Instandhaltung in der Industrie
Instandhaltungsleistungen sind ein Teilbereich von Industriedienstleistungen. Werkzeugmaschinen und Produktionsanlagen haben sich in den letzten Jahren in ihrem Aufbau und ihrer Technik enorm weiterentwickelt. Es wird somit immer schwieriger, den Zustand einzelner Bauteile oder Baugruppen zu erfassen, da an modernen Anlagen wesentlich mehr Schwachstellen aufzufinden sind, als es noch bei ursprünglichen Maschinen der Fall war. Hinzu kommt, dass Konstrukteure nicht mehr zur Überdimensionierung neigen, sondern eher Platz sparendere und leichtere Anlagen entwickeln. Somit reagieren allerdings auch eine Vielzahl von Bauteilen sensibler auf Verschleißerscheinungen und Defekte.
Heute haben Wartungs- und Instandhaltungskonzepte primär die Aufgabe, eine möglichst hohe technische Verfügbarkeit der Anlage zu gewährleisten. Immer mehr Unternehmen kommen von der veralteten Ansicht ab, dass die Instandhaltung nur ein notwendiges Übel oder lediglich ein Kostenverursacher sei. Der ständig wachsende Druck im Wettbewerb um Qualität und Produktivität zwingt die Unternehmen zu Einführungen von Wartungs- und Instandhaltungssystemen, um somit ungewollten Anlagenausfällen aus dem Wege zu gehen. Dabei ist das firmeninterne Know-how von sehr großer Bedeutung.
Wissen ist eine der wichtigsten Quellen zur Schaffung und Erhaltung von Wettbewerbsvorteilen, insbesondere bei der Instandhaltung. Zwar ist das Grundgerüst eines Instandhaltungssystems auf standardisierte Maßnahmen zurückzuführen, jedoch wird hier ein erhebliches Maß an Erfahrung der Mitarbeiter, bzw. der durchführenden Personen unbedingt erforderlich sein. Nur so kann die Aktualität der angewendeten Maßnahmen gewährleistet bleiben. In der Praxis entstehen nicht selten Probleme, die von Herstellerfirmen noch nicht erkannt wurden. Hier ist das Wissen der Mitarbeiter zur Lösung dieser Probleme und zur Bewertung der aktuellen Systemzustände gefragt, denn nur jemand mit Erfahrung im täglichen Umgang der Maschinen kann sie auch bewerten. Hier muss sich ein Unternehmen auch die Frage zwischen Eigen- oder Fremdinstandhaltung (Outsourcing) stellen. Die Eigeninstandhaltung hat zwangsläufig den Vorteil, dass sich das firmeneigene Know-how über die eigenen Maschinen mit der Zeit immer mehr ausbaut, was bei der Fremdinstandhaltung nicht mehr der Fall wäre. Bei einer Übergabe der Wartungsarbeiten an Instandhaltungsunternehmen geht ein hohes Maß an Erfahrung der Mitarbeiter im Umgang mit der Maschine verloren.

## Aus- und Weiterbildung in der Instandhaltung
Die klassische Laufbahn eines „Instandhalters“ ist die Berufsausbildung (z. B. zum Industrie-, Anlagen- oder Konstruktionsmechaniker, Mechatroniker) mit anschließender Meisterausbildung. Gerade in größeren Industriebetrieben stehen aber auch Instandhalter immer öfter vor Führungs- und Marketingaufgaben. Strategische Planungsprozesse, Teamaufgaben (z. B. Bildung, Führung) und auch Marketing („Verkauf“ der Instandhaltungsleistung bei der Geschäftsleitung) stellen immer öfter auch Tätigkeitsschwerpunkte von Instandhaltungsmitarbeitern dar. In Deutschland besteht seit 1999 der Berufsakademie-Studiengang zum Diplom-Ingenieur Service Engineering (BA), dieser wird dort als duales Studium in Zusammenarbeit mit Praxisunternehmen durchgeführt.
In Österreich wurde im Herbst 2011 der FH-Lehrgang AMMT – Asset Management and Maintenance Technologies gestartet. Der berufsbegleitende Weiterbildungslehrgang richtet sich an Fachkräfte in Instandhaltung und Produktion.